# Стар свят
Старият свят е понятие използвано за териториите на Земята познати на европейците преди Великите географски открития на Христофор Колумб. Териториите включват Европа, Азия и Африка (Древна Либия), включително и обкръжаващите ги острови. Използва се най-често в контраст с Новия свят, включващ Америка и Океания.
Старият свят съвпада грубо с източното полукълбо, но все пак части от Ирландия, Великобритания, Португалия и Западна Африка, които попадат в западното полукълбо се считат за част от Стария свят, докато това не важи за тихоокеански държави от източното полукълбо като Австралия и Нова Зеландия.
Понятието за три континента в Стария свят датира от античността. Техните граници са дефинирани от Птолемей и други географи от античността като минаващи покрай реките Нил и Дон. Тази дефиниция остава влиятелна и през средните векове.